# Progesteron-Rezeptor
Der Progesteron-Rezeptor (PR, auch NR3C3 für Nukleärer Rezeptor Subfamilie 3, Gruppe C, Mitglied 3) ist ein Protein, das in Zellen gefunden werden kann und durch das Steroidhormon Progesteron aktiviert wird.
Beim Menschen wird der Progesteron-Rezeptor von einem einzelnen PGR-Gen kodiert, das sich auf dem Chromosom 11q22 befindet. PR besitzt zwei Isoformen, PR-A und PR-B, die sich in ihrer Molekülmasse unterscheiden. PR-B ist der positive Regulator der Wirkungen von Progesteron, während PR-A die Wirkungen von PR-B antagonisiert.

## Mechanismus
Um die Progesteron-Rezeptoren zu aktivieren, ist Progesteron oder ein entsprechendes Derivat erforderlich. Wenn kein Bindungshormon vorhanden ist, wird die Transkription gehemmt. Durch die Bindung an ein Hormon kommt es zu einer  strukturellen Änderung und die Hemmung wird aufgehoben. Progesteron-Antagonisten verhindern diese strukturelle Änderung.
Nachdem Progesteron an den Rezeptor gebunden hat, kommt es zu einer Umstrukturierung und Dimerisierung, woraufhin der Komplex in den Zellkern eintritt und an die Desoxyribonukleinsäure bindet. Dort findet die Transkription statt, bei der mRNA gebildet wird, die von Ribosomen durch Translation genutzt wird, um bestimmte Proteine zu produzieren.

## Struktur
Wie andere Steroidhormone, so besitzt auch der Progesteron-Rezeptor eine N-Terminale regulatorische Domäne, eine DNA-bindende Domäne, einen Gelenkbereich und eine C-Terminale Liganden-bindende Domäne. Der Progesteron-Rezeptor B besitzt außerdem eine spezielle Transaktivierungsdomäne am Aminosäureterminus. Im Rezeptor A ist sie nicht vorhanden.

## Isoformen
Anhand von Mäusen mit einem Mangel an Progesteron-Rezeptoren wurde gezeigt, dass die physiologischen Wirkungen von Progesteron von der Anwesenheit des menschlichen Progesteron-Rezeptors (hPR) abhängen, einem Steroidrezeptor aus der Superfamilie der Kernrezeptoren. Das menschliche Single-copy-Gen (hPR) nutzt getrennte Promotoren und Translationsstartpunkte, um die Isoformen hPR-A und hPR-B zu produzieren, die bis auf 165 zusätzliche Aminosäuren, die nur im N-Terminus von hPR-B vorhanden sind, identisch sind. Obwohl hPR-B viele wichtige strukturelle Domänen mit hPR-A teilt, handelt es sich tatsächlich um zwei funktionell unterschiedliche Transkriptionsfaktoren, die eigene Antwortgene und physiologische Wirkungen besitzen, welche sich nur geringfügig überschneiden. Die selektive Ablation von PR-A in einer Maus, die zur ausschließlichen Produktion von PR-B führte, zeigte unerwartet, dass PR-B sowohl als Reaktion auf Estrogen allein als auch in Gegenwart von Progesteron und Estrogen zur Epithelzellproliferation beiträgt, anstatt sie zu hemmen. Diese Ergebnisse legen nahe, dass im Uterus die PR-A-Isoform notwendig ist, um der Estrogen-induzierten Proliferation sowie der PR-B-abhängigen Proliferation entgegenzuwirken.

## Funktionelle Polymorphismen
Im menschlichen PR-Gen wurden sechs variable Stellen identifiziert, darunter vier Polymorphismen und fünf gemeinsame Haplotypen. Der Promotorregion-Polymorphismus +331G/A erzeugt eine einzigartige Transkriptionsstartstelle. Biochemische Assays zeigten, dass der +331G/A-Polymorphismus die Transkription des PR-Gens erhöht und die Produktion von hPR-B in einer Ishikawa-Endometriumkrebszelllinie begünstigt.
Mehrere Studien haben keinen Zusammenhang zwischen +331G/A-Polymorphismen des Progesteronrezeptorgens und Brust- oder Endometriumkrebs gezeigt. Aufgrund der Seltenheit des +331A-SNP fehlten diesen Folgestudien jedoch die nötige Stichprobengröße und statistische Aussagekraft, um endgültige Schlussfolgerungen zu ziehen. Es ist derzeit nicht bekannt, welche Polymorphismen in diesem Rezeptor, wenn überhaupt, für Krebs von Bedeutung sind. Eine Studie mit 21 außereuropäischen Populationen identifizierte zwei Marker innerhalb des PROGINS-Haplotyps des PR-Gens als positiv mit Eierstock- und Brustkrebs korreliert.

## Tierstudien

### Entwicklung
Es wurde festgestellt, dass PR-Knockout-Mäuse eine stark beeinträchtigte lobuloalveoläre Entwicklung der Milchdrüsen sowie eine verzögerte, aber ansonsten normale Entwicklung der Milchgänge in der Pubertät aufweisen.

### Verhalten
Es ist bekannt, dass der Progesteronrezeptor während des perinatalen Lebens von Nagetieren vorübergehend sowohl im ventralen Tegmentalbereich als auch im medialen präfrontalen Cortex des mesokortikalen dopaminergen Signalwegs exprimiert wird. Die PR-Aktivität während dieses Zeitraums beeinflusst die Entwicklung der dopaminergen Innervation des medialen präfrontalen Cortex aus dem ventralen Tegmentalbereich. Wenn die PR-Aktivität verändert ist, wird eine Veränderung der dopaminergen Innervation des medialen präfrontalen Cortex beobachtet und die Tyrosinhydroxylase, das geschwindigkeitsbestimmende Enzym für die Dopaminsynthese, im ventralen Tegmentalbereich wird ebenfalls beeinflusst. Die Tyrosinhydroxylase-Expression in diesem Bereich ist ein Indikator für die dopaminerge Aktivität, von der angenommen wird, dass sie an der normalen und kritischen Entwicklung komplexer kognitiver Verhaltensweisen beteiligt ist, die durch den mesokortikalen dopaminergen Signalweg vermittelt werden, wie Arbeitsgedächtnis, Aufmerksamkeit, Verhaltenshemmung und kognitive Flexibilität.
Untersuchungen haben gezeigt, dass bei Verabreichung eines PR-Antagonisten wie Mifepriston an Ratten während der Neugeborenenperiode die Zelldichte der Tyrosinhydroxylase-immunreaktiven Zellen verringert wird, ein starker Co-Expressor mit PR-Immunreaktivität wird im medialen präfrontalen Cortex von juvenilen Nagetieren beobachtet. Später, im Erwachsenenalter, zeigen sich auch erniedrigte Werte Tyrosinhydroxylase-immunreaktiver Zellen im ventralen Tegmentalbereich. Diese Veränderung der Tyrosinhydroxylase-immunreaktiven Faserexpression, ein Indikator für eine veränderte dopaminerge Aktivität infolge der Verabreichung von PR-Antagonisten bei Neugeborenen, beeinträchtigt nachweislich die spätere Leistung bei Aufgaben, die Verhaltenshemmung und Impulsivität messen, sowie die kognitive Flexibilität im Erwachsenenalter. Ähnliche Beeinträchtigungen der kognitiven Flexibilität wurden auch bei PR-Knockout-Mäusen als Folge einer reduzierten dopaminergen Aktivität im ventralen Tegmentalbereich beobachtet.
Umgekehrt, wenn ein PR-Agonist, wie 17α-Hydroxyprogesteron, Nagetieren während des perinatalen Lebens verabreicht wird, während sich der mesokortikale dopaminerge Weg entwickelt, erhöht sich die dopaminerge Innervation des medialen präfrontalen Cortex. Als Ergebnis erhöht sich auch die Dichte der Tyrosinhydroxylase-immunreaktiven Fasern. Interessanterweise ist dieser Anstieg der Tyrosinhydroxylase-immunreaktiven Fasern und der dopaminergen Aktivität auch mit einer beeinträchtigten kognitiven Flexibilität mit erhöhter Ausdauer im späteren Leben verbunden.
In Kombination legen diese Ergebnisse nahe, dass die PR-Expression während der frühen Entwicklung die späteren kognitiven Funktionen bei Nagetieren beeinflusst. Darüber hinaus scheint es, als ob anormale Niveaus der PR-Aktivität während dieser kritischen Phase der mesokortikalen dopaminergen Signalbahnentwicklung tiefgreifende Auswirkungen auf spezifische neuronale Verhaltensschaltkreise haben können, die an der Bildung von späterem komplexen kognitiven Verhalten beteiligt sind.

## Liganden

### Agonisten
- Endogene Gestagene (z. B. Progesteron)
- Synthetische Gestagene (z. B. Norethisteron, Levonorgestrel, Medroxyprogesteronacetat, Megestrolacetat, Dydrogesteron, Drospirenon)

### Gemischt
- Selektive Progesteronrezeptormodulatoren (z. B. Ulipristalacetat, Telapristonacetat, Vilaprisan, Asoprisnil, Asoprisnilecamat)[19]

### Antagonisten
- Antigestagene (z. B. Mifepriston, Aglepriston, Onapriston, Lonaprisan, Lilopriston, Toripriston)[19]

## Interaktionen
Der Progesteron-Rezeptor interagiert mit:
- KLF9[20]
- Kernrezeptor-Corepressor 2[21]
- UBE3A.[22]